# Лукас Мудіссон
Карл Фредерік Лукас Модіссон (швед. Karl Frederik Lukas Moodysson; нар. 17 січня 1969, Лунд, Сконе, Швеція) — шведський кінорежисер і сценарист.
У 1999 році його стрічка «Покажи мені любов», що розповідала про кохання двох шведських школярок, здобула Гран-Прі кінофестивалю «Молодість».

## Фільмографія
- 1995 — Det var en mörk och stormig natt
- 1996 — En uppgörelse i den undre världen
- 1997 — Бесіда / Bara prata lite
- 1998 — Покажи мені любов / Fucking Åmål
- 2000 — Разом / Tillsammans
- 2000 — Нова країна / Det nya landet
- 2002 — Ліля назавжди / Lilja 4-ever
- 2003 — Terrorister — en film om dom dömda
- 2004 — Дірка в моєму серці / Ett hål i mitt hjärta
- 2006 — Контейнер / Container
- 2008 — Мамонт / Mammoth